# Anna van Tirol
Keizerin Anna van het Heilige Roomse Rijk (Innsbruck, 4 oktober 1585 — Wenen, 15 december 1618), was de echtgenote van keizer Matthias van het Heilige Roomse Rijk. Het weinige dat van haar bekend is, is dat zij in 1618 opdracht gaf om in het Weense Kapucijnenklooster een grafkelder in te richten voor haar en haar man. In die kelder, de Kapuzinergruft zouden sindsdien alle Habsburgers begraven worden.

## Huwelijk
Op 4 december 1611 huwde Anna met keizer Matthias, haar neef, die op dat moment al in de 50 was. De vader van Mathias was keizer Maximiliaan II, de oudere broer van Ferdinand II van Tirol de vader van Anna.
Anna en Mathias hadden geen nakomelingen.

## Voorouders
| Anna van Tirol | Vader: Ferdinand II van Tirol | Grootvader langs vaders kant: Keizer Ferdinand I             | Overgrootvader langs vaders kant: Filips I van Castilië           |
| Anna van Tirol | Vader: Ferdinand II van Tirol | Grootvader langs vaders kant: Keizer Ferdinand I             | Overgrootmoeder lands vaders kant: Johanna van Castilië           |
| Anna van Tirol | Vader: Ferdinand II van Tirol | Grootmoeder langs vaders kant: Anna van Bohemen en Hongarije | Overgrootvader langs vaders kant: Wladislaus II van Hongarije     |
| Anna van Tirol | Vader: Ferdinand II van Tirol | Grootmoeder langs vaders kant: Anna van Bohemen en Hongarije | Overgrootmoeder lands vaders kant: Anna van Foix-Candale          |
| Anna van Tirol | Moeder: Anna Juliana Gonzaga  | Grootvader langs moeders kant: Guglielmo I Gonzaga           | Overgrootvader langs moeders kant: Frederik II Gonzaga            |
| Anna van Tirol | Moeder: Anna Juliana Gonzaga  | Grootvader langs moeders kant: Guglielmo I Gonzaga           | Overgrootmoeder langs moeders kant: Margaretha van Monferrato     |
| Anna van Tirol | Moeder: Anna Juliana Gonzaga  | Grootmoeder langs moeders kant: Eleonora van Oostenrijk      | Overgrootvader langs moeders kant: Keizer Ferdinand I             |
| Anna van Tirol | Moeder: Anna Juliana Gonzaga  | Grootmoeder langs moeders kant: Eleonora van Oostenrijk      | Overgrootmoeder langs moeders kant: Anna van Bohemen en Hongarije |